# Holtavörðuheiði

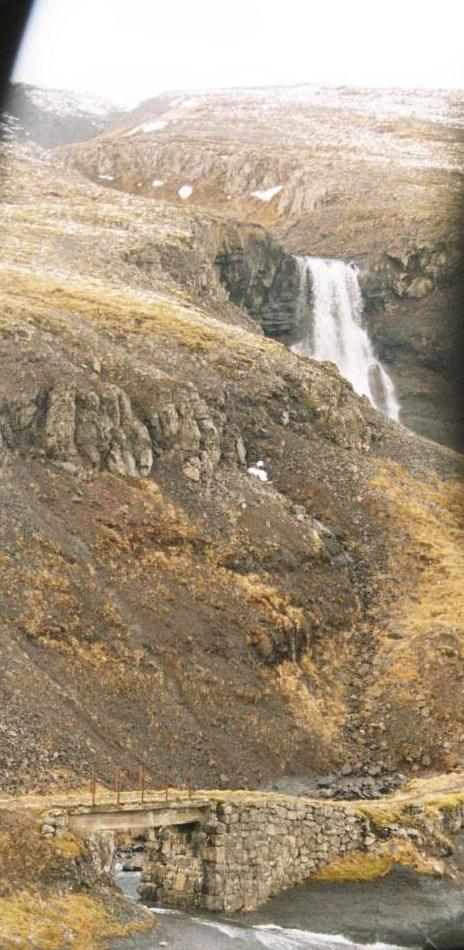
Wasserfall und Reste alter Pisten und Brücken auf der Holtavörðuheiði

Die Hochebene Holtavörðuheiði liegt in Island. Die moorige und seenreiche Hochebene befindet sich nördlich der Region Borgarfjörður zwischen Bifröst und dem Fjord Hrútafjörður auf dem Gemeindegebiet von Húnaþing vestra und Borgarbyggð.
Die Holtavörðuheiði reicht bis 407 m hinauf und von der Bergkette der Tröllakirkja und der angrenzenden Snjófjöll im Westen bis zu den niedrigeren Hochebenen (um 200 m) der Tvídægra und der Arnarvatnsheiði.

## Verkehrsverbindungen heute und früher
Bis Anfang des 20. Jahrhunderts führten häufig begangene Wege über die Hochebene. Diese wurden besonders im Winter viel benutzt, wenn arme Leute aus dem Norden Islands von ihren Bauern in die Winterfischfangstationen geschickt wurden. Für die mit Kleidung und Schuhwerk schlecht ausgestatteten Leute bot eine solche Anhöhe damals ein beträchtliches Hindernis. So kamen etliche ums Leben bei dem Versuch, sie zu überqueren.
1936 kam das dänische Kronprinzenpaar zu Besuch und noch damals galt es bei der schlechten Piste als wahre Heldentat bei Ausländern, über die Holtavörðuheiði zu fahren.
Heute führt die Ringstraße gut ausgebaut durch das Tal der Norðurá über diese Anhöhen. Erinnerungstafeln erinnern an den Besuch der königlichen Hoheiten und die alten Straßenzustände. Alte Straßenverläufe sind zuweilen noch in der Landschaft sichtbar. Eine schmale Brücke aus der Zeit des Kronprinzenbesuchs befindet sich in einer Schlucht westlich des Weges (Parkplatz mit Infotafel). Noch 1978 benötigte man zu einer Fahrt nach Akureyri von Borgarnes aus acht Stunden, inzwischen dauert die Fahrt über die neue Strecke in der Regel fünf Stunden. Dennoch kann es vorkommen, dass wegen Schneesturm die Straße für einige Tage gesperrt ist.